# Billy Griffiths
Billy Griffiths (16 tháng 4 năm 1876 – 26 tháng 10 năm 1946) là một cầu thủ bóng đá người Anh từng thi đấu ở vị trí half-back. Ông gia nhập Newton Heath in tháng 2 năm 1899 như là sự thay thế cho James McNaught. Ở mùa giải 1903-04, ông ghi 11 bàn, trở thành cầu thủ ghi nhiều bàn nhất ở vị trí centre half-back. Tuy nhiên, ngay sau đó ông mất vị trí vào tay Charlie Roberts. Griffiths rời Newton Heath, đội sau đó đổi tên thành Manchester United năm 1902, để đến Atherton Church House vào tháng 6 năm 1905 sau khi ghi 30 bàn trong 175 trận cho United.